# Agnes Tejada
Agnès Tejada, más conocida como Venus, es una locutora y presentadora de televisión. Nació en Sabadell (Barcelona) el 20 de diciembre de 1978.

## Estudios y primeros trabajos
A los 15 años comenzó a trabajar como dependienta. Venus estudió y trabajó en el campo sanitario, trabajó en el centro de rehabilitación del Hospital General de Catalunya de Sant Cugat (Barcelona). Participó en competiciones deportivas y de fitness, y fue monitora en varios gimnasios.
Tiene títulos en artes acrobáticas y gimnasia aeróbica. Trabajó también en una tienda de nutrición deportiva y como azafata de promociones en Barcelona y de vuelos.

## Trayectoria profesional
Se inició en la última temporada de 'Vitamina N' en el canal catalán 'City TV' (actual 8tv). Antes de empezar en Ràdio Flaixbac, estuvo en Flaix FM. En 2004 fichó por 'Flaixbac' para acompañar a Josep Lobató y Oriol Sàbat en el programa Prohibit als pares, que había empezado en 2003.
Un tiempo después formó parte de la producción de Prohibit als tímids en TV3 (Televisió de Catalunya, TV3).
A raíz del programa, publicó libros como 'Prohibit als pares' en 2005 y 'Som PAP. La nostra vida, el nostre rotllo' en 2006, que llevaron a Venus y a sus compañeros a multitudinarias firmas de libros.
El 14 de julio de ese mismo año el programa finalizó en Radio Flaixbac y regresó en septiembre de 2006 a un programa a nivel nacional en Europa FM, Ponte A Prueba.
Escribió otros libros: en mayo de 2007 Ponte a prueba, el libro (edición también en catalán: Posa't a prova) y en noviembre 'Ponte a prueba. Confidencial', con los secretos sobre sus locutores y un DVD.
En el verano de 2007 Venus colabora en "Channel Fresh", de Cuatro.
Venus deja 'Ponte a prueba' a finales de 2007. La sustituyen Patricia López y Daniela Blume. Pero se centra en nuevos proyectos: el 18 de febrero de 2008, Venus empieza a colaborar en el programa Ya te digo de la emisora Europa FM, con una sección llamada "Planeta Venus" donde a través de correos electrónicos y llamadas telefónicas, Venus responde a las preguntas que realizan los oyentes.
El 25 de marzo de 2008, Venus estrena un programa de televisión junto a Álex Salgado, en el que los espectadores pueden llamar o enviar mensajes de móvil y Venus los contesta durante el programa (de lunes a viernes de 11pm a 12.30am en Teletaxi TV). En la segunda temporada el programa pasa a llamarse 'Parlant clar' y Álex Salgado es sustituido por Marc Mayolas. Tiempo después, el programa, que no cumplía las expectativas de la cadena, es retirado y desde entonces, Venus queda apartada de la vida pública.
Tras casi un año y medio, el 10 de marzo de 2009, y hasta el 28 de julio de 2013 Venus regresó a 'Ponte a prueba' en Europa FM, en sustitución de Daniela Blume, que dejó el programa para participar en el reality show 'Supervivientes 2009: Perdidos en Honduras'. Tras la vuelta de Daniela, Venus continuó ejerciendo como colaboradora en "Ponte a prueba", y volvió con ello a ser colaboradora del programa, que junto a Josep Lobató y Oriol Sabát, habían creado años antes.
En julio de 2013 abandonó Ponte a prueba junto al resto del equipo, debido a que en un principio el programa acababa definitivamente. Ponte a prueba, finalmente, volvió en septiembre de ese mismo año, pero con un equipo distinto que no contó con la vuelta de Venus al programa. En agosto de 2014, Venus se incorporó al equipo de No te cortes en Los 40 Principales, junto con gran parte del equipo anterior de Ponte a prueba.

## Detalle de su trayectoria profesional
- 2003-2006 Prohibit als pares como presentadora en Ràdio Flaixbac
- 2006-2007 Ponte a prueba como presentadora en Europa FM, junto a Josep Lobató y Oriol Sàbat
- 2007 "Ponte a prueba, el libro" y "Ponte a prueba. Confidencial" como coautora.
- 2007 Buenafuente y ¿Dónde estás corazón? como invitada para hablar de su programa
- 2008 "Ya te digo", como colaboradora en Europa FM
- 2008 "D-Generació, como presentadora en la cadena de televisión Teletaxi TV
- 2008 "Parlant clar, como presentadora en la cadena de televisión Teletaxi TV
- 2009-2013 Ponte a prueba, como presentadora en Europa FM junto a Oriol Sàbat, Víctor Cortés, Laura Manzanedo y Daniela Blume.
- 2014-2016 Locutora en No te cortes en Los 40 Principales junto a Oriol Sàbat, Víctor Cortés,y Daniela Blume.[1]